# Bandera de Nunavut
La bandera de Nunavut fue proclamada el 1 de abril de 1999 en la misma fecha en que surgía este territorio autónomo del Canadá.
Tal bandera está compuesta por el símbolo central que representa a un inukshuk (un hito usado por los inuit) en color rojo, a cada lado de este símbolo se ubican dos campos, el del lado izquierdo es amarillo mientras que el lado derecho es blanco y posee una estrella azul en su esquina superior, se trata de la Niqirtsuituq (La estrella polar) que en esta bandera significa la guía que ofrecen los ancianos de la comunidad inuit.

Los colores de la bandera representan las riquezas de la tierra, el mar y el cielo.